# Turbus
Turbus é uma empresa chilena intermunicipal de passageiros. Sediada em Santiago, com alguns serviços nacionais,  internacionais e serviços especiais, ligando mais de cem destinos entre as cidades de Arica e Puerto Montt, chegando também para Mendoza e Córdova na Argentina.